# Len (baśń)
Len (duń. Hørren) – baśń Hansa Christiana Andersena o rozwoju i wykorzystaniu lnu zwyczajnego. Opowiadanie to zostało opublikowane po raz pierwszy w 1849 roku.
W 2005 w Polsce powstała wersja animowana tej baśni.

## Historia wydań
Opowiadanie to zostało opublikowane po raz pierwszy w 1849 roku w czasopiśmie Fædrelandet. W Polsce ukazało się kilkakrotnie już w XIX wieku w przekładach anonimowych (1854, 1898), oraz Wandy Młodnickiej (1890) i Cecylii Niewiadomskiej (1899), w dwudziestoleciu międzywojennym opublikowano przekłady Janiny Colonny-Walewskiej (1924), Franciszka Mirandoli (1929), Stefanii Beylin (1931) i Adama Przemskiego (1938), po wojnie Witolda Zechentera (1946), a w 2003 r. – Bogusławy Sochańskiej. Pozycja doczekała się kilku wydań w Polsce.

## Fabuła
Ta baśń opowiada o podróży rośliny lnu, która zaczyna swoje życie pełna optymizmu, odrzucając ostrzeżenia paproci o przemijającej naturze życia. Len zostaje ostatecznie wyrwany z ziemi i przechodzi serię bolesnych przemian, najpierw stając się tkaniną – lnem, a później praktycznymi przedmiotami, takimi jak bielizna. Pomimo bólu, len odnajduje cel i radość w swoich nowych formach, wierząc, że każda zmiana przynosi nową możliwość wniesienia czegoś wartościowego do świata.
Z czasem len jest dalej przekształcany w papier, na którym zapisane zostają ważne historie, co przynosi mu jeszcze większe spełnienie. Chociaż len oczekuje dalszych podróży, zostaje ostatecznie odrzucony i spalony. W ostatnich chwilach, gdy len zamienia się w popiół, dostrzega, jak maleńkie istoty wyłaniają się z popiołów, tworząc iskry, symbolizując ciągłość życia. Historia przekazuje potężne przesłanie, że mimo prób i przemian, które przechodzimy, pieśń życia nigdy naprawdę się nie kończy – ewoluuje w coś jeszcze piękniejszego.

## Analiza i odbiór
Klaus P. Mortensen zauważa, że baśń ta przypomina parabolę. Zestawia ją z baśnią Gryka, której tytułowa bohaterka ponosi karę za brak pokory – w czasie burzy zostaje spalona na węgiel. Len, w odróżnieniu od niej, akceptuje życie i jego warunki, co „wiąże się z wyciszeniem własnego „ja” i zdolnością do przemiany”, która „pozwala przekraczać granice fizycznego końca”. „Wieczne życie dostępne jest dla tego, kto jest w stanie zapomnieć o sobie” – podsumowuje badacz, przywołując w tym kontekście również podobne przesłanie z Ewangelii według Św. Mateusza 10,39.
Według Anny Podemskiej-Kałuży, „Len nie należy do najbardziej rozpoznawalnych baśni Andersena: nigdy nie zyskał takiej popularności, jak Dzikie łabędzie, Calineczka, Dziewczynka z zapałkami, Księżniczka na ziarnku grochu czy Królowa Śniegu. Nie jest wprawdzie uznawany za arcydzieło literatury dla dzieci, ale zajmuje poczesne miejsce w zbiorach baśni, obok takich znanych tekstów, jak Słowik, Ołowiany żołnierzyk czy Nowe szaty cesarza. Chociaż utwór ten nie stał się ikoną literatury dla dzieci, jest jednym z najpiękniejszych tekstów”. Według badaczki, utwór ten „wzbudza wiele pozytywnych emocji w dzieciach i dorosłych”, a jego uniwersalnym przesłaniem, w kontekście opisu cyklu życiowego rośliny, od jej czasu od narodzin do śmierci, jest „konieczność pogodzenia się z kresem wszystkiego, co nas otacza”.
Według Anny Podemskiej-Kałuży, w Polsce Len stał się lekturą szkolną ok. 1999 roku (dla klasy IV), co spowodowało wzrost popularności tej baśni wśród polskich czytelników.
W 2005 r. w Polsce powstał film animowany Len na podstawie tego opowiadania, w reżyserii Joanny Jasińskiej. W filmie wykorzystano przekład Bogusławy Sochańskiej, bezpośrednio z języka duńskiego. Według Anny Podemskiej-Kałuży był to film pionierski, jako „pierwszy polski obraz filmowy udostępniony dzieciom z niepełnosprawnością wzroku i z niepełnosprawnością słuchu”, a także pierwszy film, w którym wersje przygotowała niepełnosprawna młodzież i dzieci, a nie dorośli (w wersji z 2007 r. powstała wersja przetłumaczona na język migowy, a w 2011 r. wersja z audiodeskrypcją). Badaczka oceniła ekranizację jako udaną, pisząc, że oddziałuje na widza tak samo mocno, jak oryginalny tekst literacki.